# ピストル打線
ピストル打線（ピストルだせん）は、野球の打線の愛称である。

## 概要
初めて「ピストル打線」の愛称で呼ばれたのは、1963年の近鉄バファローズの打線である。
当時の近鉄打線はチーム創設から長らく長距離打者が少なかったため、本塁打での大量得点は期待し辛かったものの、ジャック・ブルームや関根潤三、小玉明利らバットコントロールに長けた中距離打者が多く、単打や二塁打を重ねての得点が多かった。そこで、ミサイル（大毎オリオンズのミサイル打線）や水素爆弾（松竹ロビンスの水爆打線）のような破壊力（=本塁打）はないものの、安打を繋いで確実に点を取るスタイルから「ピストル打線」の愛称が付いた。すなわち「ピストル打線」とは、「中距離打者が確実性のある打撃で打線を繋ぎ、点を取る」というプラス面と、「本塁打を軸とした攻撃に比べて、乏しい得点力」というマイナス面の両方を合わせ持った打線だった。
1963年の近鉄打線は、チーム本塁打こそ98本の5位で、1位の南海ホークスの184本とは86本の差があったが、チーム打率は.25620で、1位の南海の.25621とわずか1糸差の2位。二塁打は232本で、2位の大毎オリオンズの195に37本の差を付けてリーグ1位。20本以上の二塁打を放った選手は6人を数えた。得点は562で3位。この打撃好調で、チームは1954年以来2度目の勝率5割以上（.503）を記録し、1958年以降続いていた5年連続の最下位から4位へと順位を上げた。

## 布陣
※太字はリーグトップ
| 打順 | 守備 | 選手               | 打席 | 打率 | 本塁打 | 打点 | 盗塁 | 二塁打 | 出塁率 | 長打率 | OPS  | 備考                         |
| ---- | ---- | ------------------ | ---- | ---- | ------ | ---- | ---- | ------ | ------ | ------ | ---- | ---------------------------- |
| 1    | 遊   | 矢ノ浦国満         | 右   | .273 | 6      | 34   | 16   | 21     | .335   | .378   | .712 |                              |
| 2    | 右   | 関根潤三           | 左   | .296 | 12     | 66   | 6    | 26     | .376   | .423   | .799 |                              |
| 3    | 三   | 小玉明利           | 右   | .306 | 8      | 57   | 13   | 30     | .347   | .417   | .764 | ベストナイン（三）           |
| 4    | 一   | ジャック・ブルーム | 左   | .335 | 9      | 62   | 3    | 31     | .396   | .494   | .890 | 首位打者、ベストナイン（二） |
| 5    | 中   | 山本八郎           | 右   | .280 | 22     | 59   | 21   | 28     | .319   | .476   | .795 |                              |
| 6    | 左   | 土井正博           | 右   | .276 | 13     | 74   | 6    | 33     | .305   | .410   | .715 |                              |
| 7    | 二   | 島田光二           | 右   | .259 | 4      | 38   | 0    | 8      | .323   | .363   | .686 |                              |
| 8    | 捕   | 吉沢岳男           | 右   | .198 | 8      | 38   | 2    | 12     | .259   | .290   | .549 |                              |
| 9    | 投   |                    |      |      |        |      |      |        |        |        |      |                              |

ブルームは一塁手と二塁手を掛け持ちしており、ベストナインは二塁手部門で選出された（守備試合数は一塁手の方が多い）。
翌1964年もチーム二塁打は225本でリーグ1位、打率も.254で前年同様2位を記録したものの、得点が564の5位と落ち込み、チームは最下位となった。「ピストル打線」のプラス面の特徴が出たのは1963年と1964年だけであり、以後はマイナス面の得点力不足ばかりが見られるようになったが、土井正博が長距離打者として成長するに従って、近鉄打線は「ピストル打線」とは呼ばれなくなっていった。1970年代後半になると、近鉄打線は猛打が売りの「いてまえ打線」へと変貌していく。

## その後
ピストル打線の特徴のうち、「本塁打がなく、得点力に乏しい」というマイナス面のみが強調され、「ピストル打線＝貧打の打線」という意味合いで定着していった。現在でも得点力の低い打線を指して「ピストル打線」の言葉が使われる。代わりに二塁打の多い中距離打線は「マシンガン打線」などと呼ばれるようになった。